# 姻緣石
22°16′15.35″N 114°10′35.22″E / 22.2709306°N 114.1764500°E

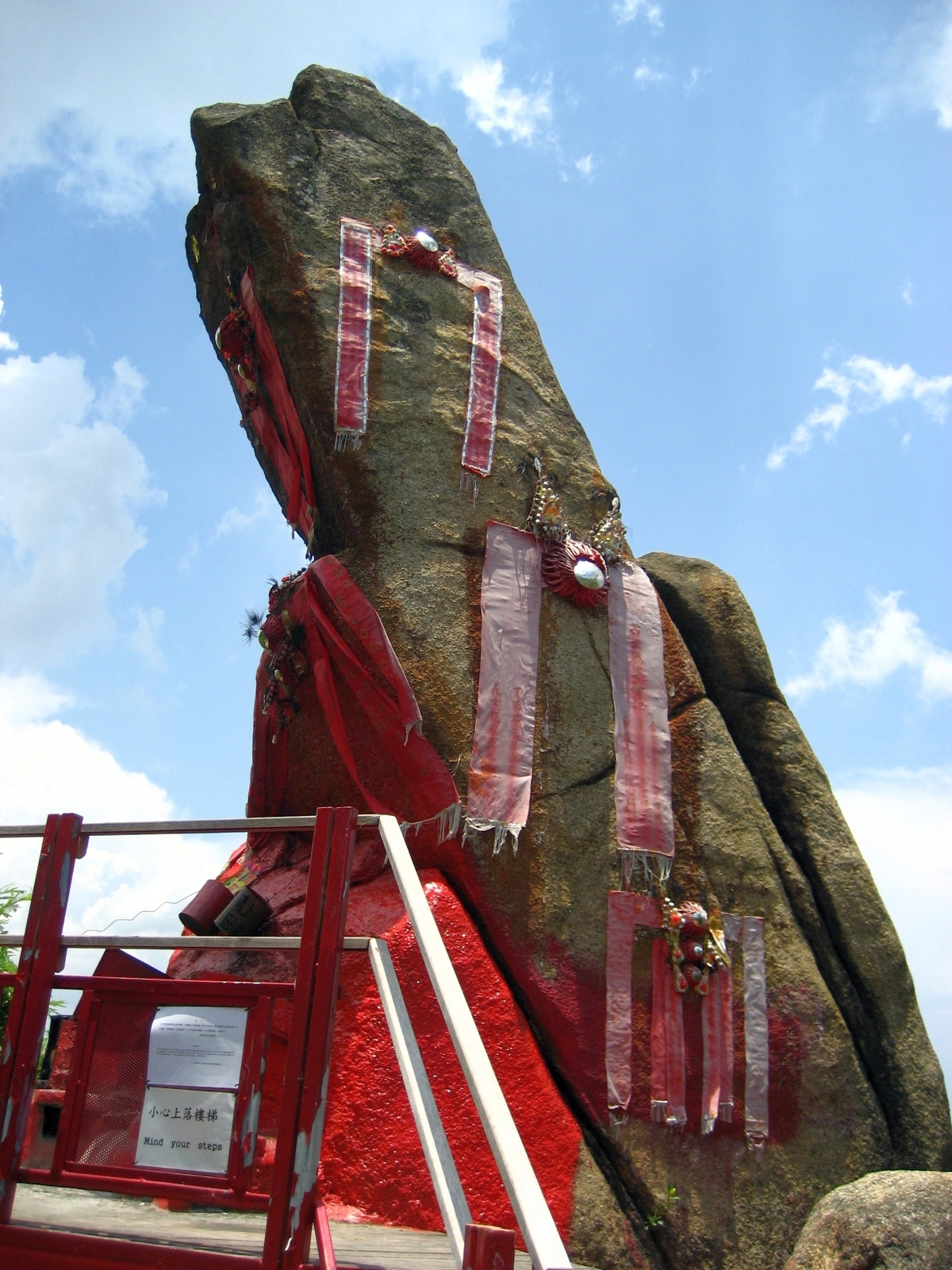
姻緣石

香港的姻緣石位於香港港島的寶雲道 ，鄰近「肇輝臺」私人住宅大廈。據說「姻緣石」是一塊能使人「求配偶得配偶；求子嗣得子嗣」的神奇石岩。它的形態像一枝石筆斜插在石座上。據說它成功為眾多情侶締結美滿良緣，非常靈驗。又一說為外貌酷似陽具，故有「求子嗣得子嗣」之名云云。

## 起源
寶雲道一帶本屬危險斜坡，為了防止山泥傾瀉，香港政府派員為斜坡進行處理工程，然而那裡竟然出現一塊如人頭般的岩石，頂端更長出青草，仿似人頭上的頭髮。後來民眾認為若用繩子把酒瓶掛在姻緣石旁的一棵樹上，所祈求的願望就能實現。
在1964年，香港的部分民眾私人集資把這塊岩石粉飾，把油它繪成人形，並在其下，繪成身形，並設印度教的「四面神」等神壇多處，變成「聖地」。自此，每逢農曆初一及十五日，均有人來朝拜。祈求姻緣的民眾，每逢農曆初六、十六及二十六日均會到來膜拜，農曆六月則為石公石婆誕辰月份。

## 背後故事
第二次世界大戰後，一名日本憲兵與一名中國女子相愛，卻遭家人反對。其後，他們雙雙私奔上山雙宿雙棲（即半山寶雲道姻緣石現址），可是最後餓死山林化為石頭。隨後，他們託夢給北角一帶的婦女，並許諾會撮合所有向其膜拜的有情人。 因向其祈求姻緣特別靈驗，姻緣石由1950年代起直至今日，都是戀人們祈求良緣的希望。
亦有靈異節目主持人陳雲海先生 認為傳說的源頭可能來自1961年堅道「姻緣道」合一堂背後小巷的雙屍情殺案。

## 山下風光
在這裡俯瞰山下景色：灣仔、跑馬地馬場、黃泥涌娛樂場地、及香港商業區的著名建築物盡入眼簾。

## 交通
- 灣仔港鐵站A3出口，走到皇后大道東乘搭前往山頂的15號巴士，於香港港安醫院下車，車程約15至20分鐘。下車後，沿寶雲道步行約30分鐘。[7]
- 在愛丁堡廣場乘專線小巴9號線到寶雲道。
- 從舊灣仔郵政局出發、沿指示牌前行至灣仔峽道、再向上行約20分鐘就可到達蘭谷(又稱為「寶雲道花園」)，再前行約20分鐘即可到達姻緣石，全程需時約45分鐘。

## 另見
- 望夫石
- 蘭谷

## 外部連結
- YouTube上的三馬路(寶雲道)：姻緣石

## 参引资料
1. ↑  鬼差 , 猛鬼靈異妖怪特搜. . 超媒體出版有限公司. 2012: p.97–98.
2. ↑  香港廟祝. . 超媒體出版有限公司. 2015: p.34–35.
3. ↑  Nangaen Chearavanont (Tse Yin)，Wong Yin Ching (黃燕清). . 2012: p.125–127.
4. ↑  .   [2017-02-13]. （原始内容存档于2019-11-30）.
5. ↑  雲海. . 東周網.   [2017-02-13]. （原始内容存档于2021-02-27）.
6. ↑  . 香港工商日報. 1961年2月9日: 5  [2017-07-25]. （原始内容存档于2019-08-12）.
7. ↑  盧峰. . 天峰文化出版公司. 2013: 128.